# Gymnastique rythmique aux Jeux olympiques d'été de 2012
Pour des articles plus généraux, voir Gymnastique rythmique aux Jeux olympiques et Jeux olympiques d'été de 2012.
Navigation
Pékin 2008 Rio de Janeiro 2016
Les compétitions de gymnastique rythmique des Jeux olympiques d'été de 2012 organisés à  Londres (Royaume-Uni), se sont déroulés à la Wembley Arena du 9 au 12 août 2012.

## Qualifications
La qualification est basée sur les résultats obtenus par les gymnastes  sur deux compétitions :
- les championnats du monde de gymnastique rythmique 2011 à Montpellier (France) du 19 au 25 septembre 2011
- les épreuves pré-olympiques qui auront lieu du 10 au 18 janvier 2012 à la North Greenwich Arena de Londres.

## Programme
| Q | Qualifications | F | Finales |

|                      | 9 août | 10 août | 11 août | 12 août |
| -------------------- | ------ | ------- | ------- | ------- |
| Concours individuel  | Q      | Q       | F       |         |
| Concours par équipes | Q      | Q       |         | F       |

## Podiums

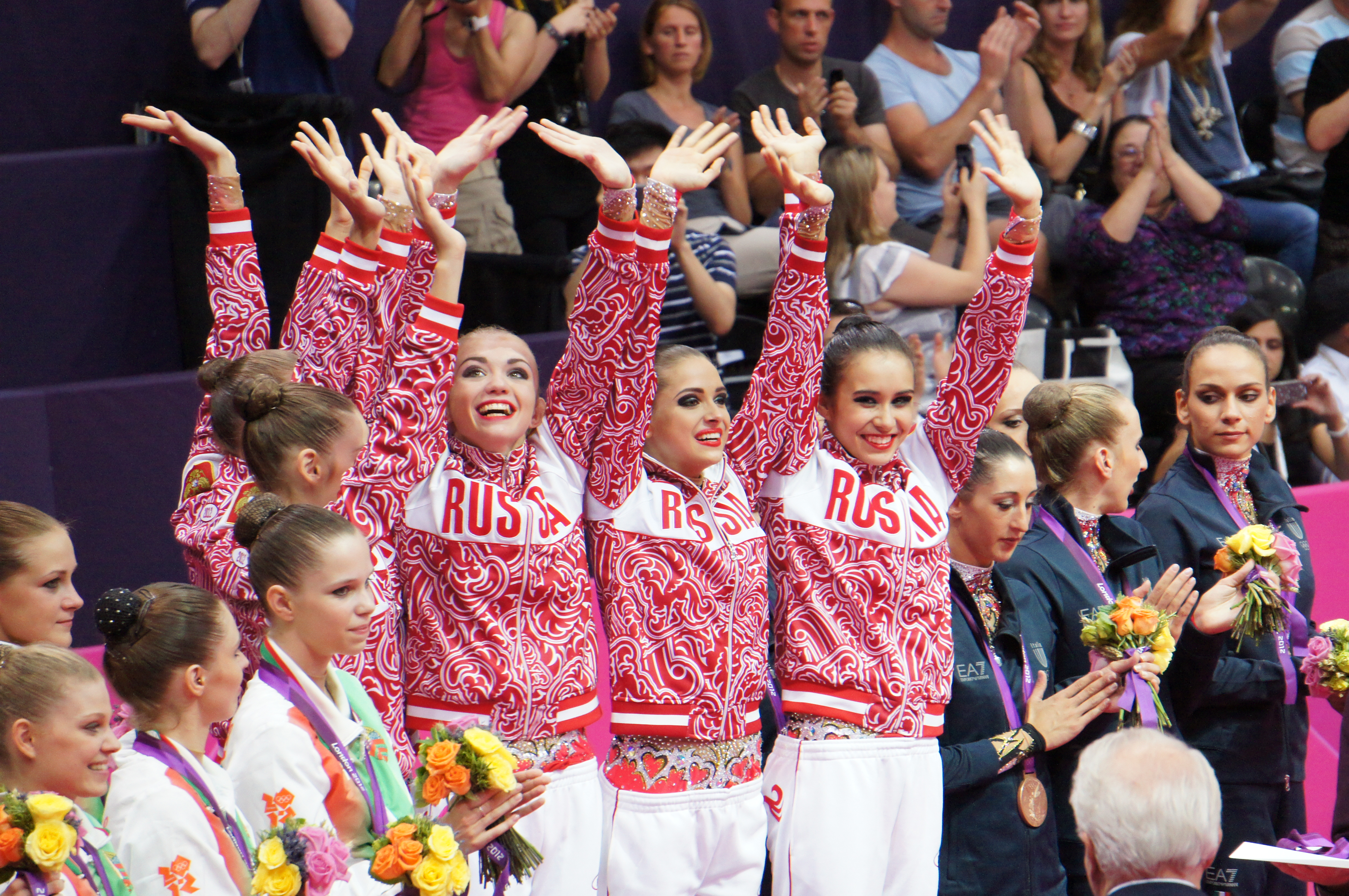
Le podium par équipe

| Épreuves                                   | Or | Argent | Bronze                                                                                                |
| ------------------------------------------ | --- | --- | --- |
| Concours individuel résultats détaillés    | Evguenia Kanaïeva (RUS)                                                                                            | Daria Dmitrieva (RUS) | Liubou Charkashyna (BLR)                                                                              |
| Concours par ensembles résultats détaillés | Russie Ksenia Dudkina Alina Makarenko Uliana Donskova Anastasia Bliznyuk Karolina Sevastyanova Anastasia Nazarenko | Biélorussie Maryna Hancharova Anastasiya Ivankova Nataliya Leshchyk Aliaksandra Narkevich Kseniya Sankovich Alina Tumilovich | Italie Elisa Blanchi Romina Laurito Marta Pagnini Elisa Santoni Anzhelika Savrayuk Andreea Stefanescu |

### Concours général en groupe
La qualification s'est tenue le 9 & 10 août.

Les huit premières équipes sont qualifiées pour la finale qui se dérouleras le 12 août.
| Place | Nation      | 5           | 3 + 2       | Total  |
| ----- | ----------- | ----------- | ----------- | ------ |
| 1     | Russie      | 28.375 (1)  | 28.000 (1)  | 56.375 |
| 2     | Italie      | 28.100 (2)  | 27.700 (2)  | 55.800 |
| 3     | Biélorussie | 27.900 (3)  | 26.850 (6)  | 54.750 |
| 4     | Bulgarie    | 27.250 (4)  | 27.375 (4)  | 54.625 |
| 5     | Espagne     | 27.150 (5)  | 27.400 (3)  | 54.550 |
| 6     | Ukraine     | 27.050 (6)  | 27.100 (5)  | 54.150 |
| 7     | Israël      | 26.500 (8)  | 26.600 (7)  | 53.100 |
| 8     | Japon       | 26.725 (7)  | 26.300 (8)  | 53.025 |
| 9     | Grèce       | 25.875 (9)  | 26.000 (9)  | 51.875 |
| 10    | Allemagne   | 24.500 (10) | 25.150 (10) | 49.650 |
| 11    | Canada      | 24.050 (12) | 23.975 (11) | 48.025 |
| 12    | Royaume-Uni | 24.150 (11) | 23.850 (12) | 48.000 |

## Tableau des médailles
| Rang  | Nation      | Or | Argent | Bronze | Total |
| ----- | ----------- | -- | ------ | ------ | ----- |
| 1     | Russie      | 2  | 1      | -      | 3     |
| 2     | Biélorussie | -  | 1      | 1      | 2     |
| 3     | Italie      | -  | -      | 1      | 1     |
| Total | Total       | 2  | 2      | 2      | 6     |